# Antimora (género)
Antimora es un género de peces gadiformes de la familia Moridae.

## Especies
Se reconocen las siguientes especies:
- Antimora microlepis
- Antimora rostrata